# Pagaronia minor
Pagaronia minor är en insektsart som beskrevs av Anufriev 1970. Pagaronia minor ingår i släktet Pagaronia och familjen dvärgstritar. Inga underarter finns listade i Catalogue of Life.